# مطار أيدين
مطار أيدين (بالتركية: Aydın Çıldır Havalimanı) هو مطار يقع جنوب شرق مدينة أيدين في محافظة أيدين التركية. نقلت DHMI تشغيل هذا المطار إلى الخطوط الجوية التركية لمدة 20 عامًا في 20 يونيو 2012 بعد مناقصة عامة. تدير أكاديمية الطيران التابعة للخطوط الجوية التركية مدرسة طيران منذ يونيو 2013.